# Ohlala Couple
Ohlala Couple es una serie surcoreana de comedia romántica protagonizada por Kim Jung-eun, Shin Hyun-joon, Han Jae-suk y Han Chae-ah. Al airee en KBS2 del 1 de octubre al 27 de noviembre de 2012 los lunes y martes a las 21:55 con una duración de 18 episodios.

## Sinopsis
Yeo-ok y Soo nam, son un matrimonio en crisis después de que Yeo-ok encontrará a su marido engañándola con otra mujer. Un día, se encuentran con que sus almas han intercambiado sus cuerpos, y empezaran a entenderse al experimentar la vida del otro.

## Reparto
- Kim Jung-eun - Na Yeo-ok
- Shin Hyun-joon - Go Soo-na[6][7]
- Han Jae-suk - Jang Hyun-woo[8]
  - Kim Ji-hoon -  Hyun-woo joven
- Han Chae-ah - Victoria Kim[9]
- Byun Hee-bong - anciano Wolha
- Narsha - Moosan, diosa[10]
- Jung Jae-son - Park Bong-sook
- Juni - Go Il-ran
- Uhm -hyun - Go Ki-chan
- Kim Myung-guk - Han Man-soo
- Song Young-kyu - Kang Jin-goo
- Choi Sang-guk - Lee Baek-ho
- Ryu Shi-hyun - Na Ae-sook
- Robert Harley - John
- Lee Deok-hee -  madre de Yeo-ok
- Kim Bo-mi - la madre de Victoria

### Apariciones especiales
- Nam Gyu-ri - Bae Jung-ah (cameo, ep 1)[11]
- Eugene - Min-youn (cameo, ep 2)
- Kim Byung-man (cameo, ep 2)
- Kim Chang-ryul -  (cameo, ep 4)
- Nam Hee-suk - Hombre en accidente de tráfico (cameo)
- Wang Bit-na - Jin-sook (cameo)
- Park Sang-myun - entrenador (cameo)
- Kim Soo-mi - Samshin (cameo)